# Филип Угринић
Филип Угринић (Луцерн, 5. јануар 1999) је швајцарски фудбалер српског порекла који тренутно наступа за Јанг бојс. Игра на позицији везног играча.

## Репрезентација
Угринић је за репрезентацију Швајцарске до 18 година дебитовао 2017. године против репрезентације Белгије. Касније је наступао за селекције до 19, 20, и 21 године. У септембру 2023. је требало да дебитује за сениорску репрезентацију, али је због повреде није био у тиму. С обзиром да је српског порекла, чија је породица пореклом из Александровца у Србији, Угринић је октобра месеца изјавио како би желео да наступа за репрезентацију Србије, али да никаквог инетерсовања из Србије није дотад било. Крајем октобра и почетком новембра, добио је понуду од селектора Србије Драгана Стојковића, да игра у пријатељској утакмици против Белгије, и евентуално да буде у тиму за утакмицу пртоив Бугарске у квалификацијама за Европско првенство. Међутим, Угринић је већ био донео одлуку да наступа за Швајцарску, изјавивши да је позив Србије стигао касно и да су људи из Фудбалског савеза Швајцарске причали са њим а да селектор Србије није знао ни како се зове. За Швајцарску је дебитовао 18. новембра у квалификацијама за Европско првенство.

## Успеси
Луцерн
- Куп Швајцарске  (1) : 2020/21.[15]

 Јанг бојс
- Суперлига Швајцарске (1) : 2022/23.[16]
- Куп Швајцарске  (1) : 2022/23.[17]